# Miek van Geenhuizen
Marianne Antoinette van Geenhuizen (Eindhoven, 17 de diciembre de 1981), conocida como Miek van Geenhuizen, es una exjugadora neerlandesa de hockey sobre césped.

## Trayectoria
van Geenhuizen tuvo su debut olímpico en Atenas 2004. En su primera participación olímpica perdió la final contra Alemania y obtuvo la medalla de plata. En Pekín 2008 tuvo su revancha, cuando venció a China en la final y consiguió la medalla de oro.